# موتید
موتید (به لاتین: Motides) یک منطقهٔ مسکونی در قبرس شمالی است که در Girne District واقع شده‌است. موتید ۱۸۰ نفر جمعیت دارد.